# 姚仲豫
姚仲豫（?—?），字、號、籍貫、生平皆不詳。僅知是唐中宗神龙元年（705年）进士科状元。同榜進士及第共32人。他與闽长溪人薛令之同榜。考官是考功員外郎趙彥昭。